# Scene da un matrimonio (programma televisivo)
Scene da un matrimonio è stato un programma televisivo italiano di genere docu-reality e reality, andato in onda su Canale 5 dal 24 ottobre 1990 al 18 febbraio 1994 e nuovamente dal 2 ottobre 2021 al 24 agosto 2023 e su Rete 4 dal 28 febbraio 1994 al 19 febbraio 1996, dal 24 novembre all'8 dicembre 2012 con il titolo di Nuove scene da un matrimonio e dal 25 agosto al 20 settembre 2015. Le prime sette edizioni furono condotte da Davide Mengacci, mentre dall'ottava la conduzione passò ad Anna Tatangelo.

## Il programma

### Il format
Il programma era nato da un'idea di Gianni Ippoliti ispirata all'omonima miniserie svedese del 1973 di Ingmar Bergman: seguire una coppia di futuri sposi durante le fasi della preparazione del loro matrimonio, fino al giorno del fatidico sì. Inoltre, era realizzato da RTI con la collaborazione di Videotime S.p.A. (dalla prima alla quinta edizione), di Me Production (nella sesta e nella settima edizione) e di Pesci Combattenti (dall'ottava alla decima edizione).
Il programma è uno dei primi docu-reality in Italia, avente come protagonisti gli sposi e le rispettive famiglie con l'ausilio dei conduttori Davide Mengacci (dalla prima alla settima edizione) e Anna Tatangelo (dall'ottava alla decima edizione), mai invadenti durante le riprese dei momenti più emozionanti del programma. Uno dei punti forti del programma era la rappresentazione dello spaccato sociale di provenienza delle famiglie protagoniste, che spesso vengono messe in risalto da usi, costumi e tradizioni tipici del ceto sociale o della provenienza dei protagonisti di ogni puntata.
Inoltre, era uno tra i primi programmi televisivi prodotti interamente senza l'ausilio di uno studio televisivo.
Nei palinsesti delle reti Fininvest dei primi anni novanta andava a comporre, insieme a Tra moglie e marito e C'eravamo tanto amati, un ciclo sull'amore e sulle coppie; ognuno dei format ripercorreva tutte le fasi di una relazione, dal matrimonio alla separazione. Nel corso di quel decennio nacquero poi altre trasmissioni che hanno proseguito il filone sentimentale, come ad esempio Stranamore, Colpo di fulmine, Lui, lei e l'altro.
Dal 1992 al 1996 erano state realizzate delle serie di speciali dal titolo Le più belle scene da un matrimonio, durante i quali Davide Mengacci riproponeva al pubblico le storie più belle realizzate in sei edizioni.

### Il successo
Il programma ha ottenuto un ottimo successo di pubblico, tanto che dopo la prima edizione la redazione ebbe un notevole numero di richieste di partecipazione da parte di futuri sposi. Sull'onda del successo, il conduttore Davide Mengacci pubblicò per la Mondadori il libro Viva gli sposi, che prendeva il titolo dalla frase ricorrente da lui pronunciata prima del consueto lancio del riso.
Il successo del programma contribuì anche a consacrare Davide Mengacci come conduttore, dopo un passato da attore di candid camera.
Negli anni successivi alla produzione del programma, è stata replicata diverse volte da Rete 4, da Happy Channel e da Mediaset Extra.
Minor successo è stato invece ottenuto dalle edizioni realizzate negli anni duemiladieci e anni duemilaventi.

## Edizioni
| Edizione | Anno      | Rete televisiva | Conduzione      | Periodo          | Periodo           | Puntate | Regia               | Regia               | Regia                |
| Edizione | Anno      | Rete televisiva | Conduzione      | Inizio           | Fine              | Puntate | Regia               | Regia               | Regia                |
| -------- | --------- | --------------- | --------------- | ---------------- | ----------------- | ------- | ------------------- | ------------------- | -------------------- |
| 1ª       | 1990-1991 | Canale 5        | Davide Mengacci | 24 ottobre 1990  | 14 maggio 1991    | 20      | Filippo Costronuovo | Filippo Costronuovo | Filippo Costronuovo  |
| 2ª       | 1991-1992 | Canale 5        | Davide Mengacci | 12 giugno 1991   | 13 aprile 1992    | 26      | Filippo Costronuovo | Filippo Costronuovo | Filippo Costronuovo  |
| 3ª       | 1993-1994 | Canale 5        | Davide Mengacci | 21 giugno 1993   | 18 febbraio 1994  | 7       | Filippo Costronuovo | Filippo Costronuovo | Filippo Costronuovo  |
| 4ª       | 1994-1995 | Rete 4          | Davide Mengacci | 20 febbraio 1994 | 17 giugno 1995    | 10      | Filippo Costronuovo | Filippo Costronuovo | Filippo Costronuovo  |
| 5ª       | 1995-1996 | Rete 4          | Davide Mengacci | 17 giugno 1995   | 17 febbraio 1996  | 15      | Filippo Costronuovo | Filippo Costronuovo | Filippo Costronuovo  |
| 6ª       | 2012      | Rete 4          | Davide Mengacci | 24 novembre 2012 | 8 dicembre 2012   | 3       | Filippo Soldi       | Filippo Soldi       | Filippo Soldi        |
| 7ª       | 2015      | Rete 4          | Davide Mengacci | 25 agosto 2015   | 20 settembre 2015 | 4       | Giorgio Romano      | Giorgio Romano      | Alberto Gangi Chiodo |
| 8ª       | 2021      | Canale 5        | Anna Tatangelo  | 2 ottobre 2021   | 4 dicembre 2021   | 10      | Aldo Iuliano        | Aldo Iuliano        | Aldo Iuliano         |
| 9ª       | 2022      | Canale 5        | Anna Tatangelo  | 19 marzo 2022    | 15 maggio 2022    | 10      | Aldo Iuliano        | Jovica Nonkovic     | Giacomo Frignani     |
| 10ª      | 2023      | Canale 5        | Anna Tatangelo  | 24 giugno 2023   | 19 agosto 2023    | 9       | Aldo Iuliano        | Jovica Nonkovic     | Giacomo Frignani     |

## Puntate e ascolti

### Prima edizione (1990-1991)
La prima edizione di Scene da un matrimonio, era andata in onda dal 24 ottobre 1990 al 14 maggio 1991 nella seconda serata del mercoledì di Canale 5 con la conduzione di Davide Mengacci. In seguito al successo ottenuto, dalla stagione successiva il programma era stato promosso nel palinsesto quotidiano della rete.

### Seconda edizione (1991-1992)
La seconda edizione di Scene da un matrimonio, era andata in onda su Canale 5 dal 12 giugno 1991 al 13 aprile 1992, sempre con la conduzione di Davide Mengacci per la seconda volta. In seguito al successo ottenuto della prima edizione, il programma era stato promosso nel palinsesto quotidiano di Canale 5 dal lunedì al venerdì dalle 13:35 alle 14:00.

### Terza edizione (1993-1994)
La terza edizione di Scene da un matrimonio, era andata in onda su Canale 5 dal 21 giugno 1993 al 18 febbraio 1994 dal lunedì al venerdì dalle 13:35 alle 14:00, sempre con la conduzione di Davide Mengacci per la terza volta.

### Quarta edizione (1994-1995)
La quarta edizione di Scene da un matrimonio, era stata spostata da Canale 5 a Rete 4 in prima serata con una versione più estesa del programma andata in onda ogni domenica dal 20 febbraio 1994 al 17 giugno 1995, sempre con la conduzione di Davide Mengacci per la quarta volta. In questa edizione gli sposi assistevano direttamente in studio, guardando in diretta il video del loro matrimonio in compagnia del conduttore. La cerimonia veniva giudicata da una squadra di stilisti, truccatori e parrucchieri che davano la loro opinione sulla realizzazione dell'evento.

### Quinta edizione (1995-1996)
La quinta edizione di Scene da un matrimonio, era andata in onda ogni domenica in prima serata su Rete 4 dal 17 giugno 1995 al 17 febbraio 1996, sempre con la conduzione di Davide Mengacci per la quinta volta.

### Sesta edizione (2012)
La sesta edizione di Scene da un matrimonio, era ritornata in onda su Rete 4 con il titolo di Nuove scene da un matrimonio dopo sedici anni di assenza dal 24 novembre all'8 dicembre 2012 nella fascia preserale del sabato dalle 20:05 alle 20:30, sempre con la conduzione di Davide Mengacci per la sesta volta.
| Puntata | Messa in onda    | Ascolti        | Ascolti |
| Puntata | Messa in onda    | Telespettatori | Share   |
| ------- | ---------------- | -------------- | ------- |
| 1       | 24 novembre 2012 | 1 029 000      | 4,45%   |
| 2       | 1º dicembre 2012 | 810 000        | 3,38%   |
| 3       | 8 dicembre 2012  | 866 000        | 3,64%   |
| Media   | Media            | 832 000        | 3,40%   |

### Settima edizione (2015)
La settima edizione di Scene da un matrimonio, era ritornata in onda su Rete 4 con il titolo originale dopo tre anni di assenza dal 25 agosto al 20 settembre 2015, sempre con la conduzione di Davide Mengacci per la settima ed ultima volta. Le prime due puntate erano andate in onda in prima serata martedì 25 e domenica 30 agosto 2015 dalle 21:25 alle 23:30, in seguito ai bassi risultati d'ascolto le ultime due puntate erano state spostate nella fascia del mezzogiorno di domenica 13 e di domenica 20 settembre 2015 dalle 12:00 alle 14:00. In questa edizione, oltre a seguire i preparativi di nuove coppie di sposi, venivano intervistati anche i protagonisti dei matrimoni delle prime edizioni andate in onda negli anni novanta.
| Puntata | Messa in onda     | Ascolti        | Ascolti | Protagonisti         | Protagonisti | Sequel             | Sequel              | Sequel                         |
| Puntata | Messa in onda     | Telespettatori | Share   | Sposi                | Residenza    | Sposi              | Anno del matrimonio | Residenza                      |
| ------- | ----------------- | -------------- | ------- | -------------------- | ------------ | ------------------ | ------------------- | ------------------------------ |
| 1       | 25 agosto 2015    | 631 000        | 3,30%   | Doriana e Stefano    | Roma         | Ilaria e Giorgio   | 1990                | Sant'Orsola Terme (Trento)     |
| 2       | 30 agosto 2015    | 323 000        | 1,78%   | Argentina e Giuseppe | Benevento    | Barbara e Graziano | 1991                | San Giorgio di Piano (Bologna) |
| 3       | 13 settembre 2015 | 220 000        | 1,46%   | Vanessa e Luca       | Modena       | Loretta e Loris    | 1993                | Sassofeltrio (Rimini)          |
| 4       | 20 settembre 2015 | 156 000        | 1,08%   | Angela e Giuseppe    | Matera       | Agnese e William   | 1993                | Marcellina (Roma)              |
| Media   | Media             | 312 000        | 1,33%   |                      |              |                    |                     |                                |

### Ottava edizione (2021)
L'ottava edizione di Scene da un matrimonio, era ritornata in onda dopo sei anni di assenza nel sabato pomeriggio di Canale 5 dal 2 ottobre al 4 dicembre 2021 dalle 14:10 alle 15:45, con la conduzione di Anna Tatangelo.
| Puntata | Messa in onda    | Ascolti        | Ascolti | Protagonisti         | Protagonisti                        |
| Puntata | Messa in onda    | Telespettatori | Share   | Sposi                | Residenza                           |
| ------- | ---------------- | -------------- | ------- | -------------------- | ----------------------------------- |
| 1       | 2 ottobre 2021   | 1 962 000      | 15,00%  | Rosita e Riccardo    | Castiglioncello (Livorno)           |
| 2       | 9 ottobre 2021   | 1 991 000      | 14,10%  | Alessia e Michele    | Sarno (Salerno)                     |
| 3       | 16 ottobre 2021  | 1 638 000      | 12,06%  | Ylenia e Matteo      | Genzano di Roma (Roma)              |
| 4       | 23 ottobre 2021  | 1 811 000      | 13,40%  | Martina e Simone     | Montesilvano (Pescara)              |
| 5       | 30 ottobre 2021  | 1 885 000      | 13,70%  | Giulia e Armando     | Anzio (Roma)                        |
| 6       | 6 novembre 2021  | 1 918 000      | 13,60%  | Marilina e Massimo   | Sutri (Viterbo)                     |
| 7       | 13 novembre 2021 | 1 765 000      | 12,50%  | Valentina e Mauro    | Anzio (Roma)                        |
| 8       | 20 novembre 2021 | 1 670 000      | 12,40%  | Giorgia e Francesco  | Piazza Sempione, Monte Sacro (Roma) |
| 9       | 27 novembre 2021 | 1 952 000      | 13,60%  | Teresa e Pasquale    | Napoli                              |
| 10      | 4 dicembre 2021  | 1 742 000      | 12,00%  | Federica e Francesco | Scafati (Salerno)                   |
| Media   | Media            | 1 834 000      | 13,22%  |                      |                                     |

### Nona edizione (2022)
La nona edizione di Scene da un matrimonio, era ritornata in onda dopo tre mesi di distanza su Canale 5 dal 19 marzo al 15 maggio 2022 con la conduzione di Anna Tatangelo per la seconda volta. Il 19 e il 20 marzo il programma era andato in onda eccezionalmente con un doppio appuntamento al sabato pomeriggio dalle 14:10 alle 15:45 e alla domenica pomeriggio dalle 14:30 alle 16:00. In seguito, il programma era stato spostato dal sabato pomeriggio alla domenica dalle 14:20 alle 15:55 fino al 15 maggio.
| Puntata | Messa in onda  | Ascolti        | Ascolti | Protagonisti         | Protagonisti               |
| Puntata | Messa in onda  | Telespettatori | Share   | Sposi                | Residenza                  |
| ------- | -------------- | -------------- | ------- | -------------------- | -------------------------- |
| 1       | 19 marzo 2022  | 1 945 000      | 13,60%  | Chiara e Andrea      | Taviano (Lecce)            |
| 2       | 20 marzo 2022  | 1 670 000      | 11,30%  | Valeria e Carmine    | Tuglie (Lecce)             |
| 3       | 27 marzo 2022  | 1 595 000      | 11,60%  | Luciana e Giordano   | Ariccia (Roma)             |
| 4       | 3 aprile 2022  | 1 626 000      | 10,40%  | Miriana e Vito       | Adelfia (Bari)             |
| 5       | 10 aprile 2022 | 1 426 000      | 9,90%   | Dolores e Gianni     | Varese                     |
| 6       | 17 aprile 2022 | 954 000        | 9,40%   | Ariana e Livio       | Montaldo Torinese (Torino) |
| 7       | 24 aprile 2022 | 1 532 000      | 8,50%   | Melania e Simone     | Pofi (Frosinone)           |
| 8       | 1º maggio 2022 | 1 173 000      | 9,80%   | Graziella e Vincenzo | Nocera Inferiore (Salerno) |
| 9       | 8 maggio 2022  | 1 234 000      | 10,10%  | Valentina e Vito     | Bari                       |
| 10      | 15 maggio 2022 | 1 159 000      | 9,50%   | Ilaria e Christian   | Sabaudia (Latina)          |
| Media   | Media          | 1 414 000      | 10,42%  |                      |                            |

### Decima edizione (2023)
La decima edizione di Scene da un matrimonio, era ritornata in onda dopo un anno di distanza nel sabato pomeriggio di Canale 5 dal 24 giugno al 19 agosto 2023 dalle 14:10 alle 15:45, con la conduzione di Anna Tatangelo per la terza volta. Il 26 agosto 2023, dopo il termine dell'edizione, era andata in onda una puntata dal titolo Scene da un compleanno, dove per la prima volta era stata raccontata la storia di un diciottesimo compleanno.
| Puntata | Messa in onda  | Ascolti        | Ascolti | Protagonisti         | Protagonisti                     |
| Puntata | Messa in onda  | Telespettatori | Share   | Sposi                | Residenza                        |
| ------- | -------------- | -------------- | ------- | -------------------- | -------------------------------- |
| 1       | 24 giugno 2023 | 1 741 000      | 16,20%  | Viviana e Gennaro    | Castellammare di Stabia (Napoli) |
| 2       | 1º luglio 2023 | 1 681 000      | 16,00%  | Elisa e Andrea       | Bergamo                          |
| 3       | 8 luglio 2023  | 1 642 000      | 16,10%  | Marianna e Fabio     | Bari                             |
| 4       | 15 luglio 2023 | 1 676 000      | 16,50%  | Simona e Antonio     | Quarto (Napoli)                  |
| 5       | 22 luglio 2023 | 1 583 000      | 15,10%  | Ester e Daniele      | Caserta                          |
| 6       | 29 luglio 2023 | 1 657 000      | 16,30%  | Katia e Andrea       | Benevento                        |
| 7       | 5 agosto 2023  | 1 586 000      | 15,60%  | Valentina e Fabrizio | Cisterna di Latina (Latina)      |
| 8       | 12 agosto 2023 | 1 423 000      | 16,00%  | Rosa e Pasquale      | Acerra (Napoli)                  |
| 9       | 19 agosto 2023 | 1 544 000      | 15,40%  | Gianna e Vito        | Tricase (Lecce)                  |
| Media   | Media          | 1 663 000      | 16,02%  |                      |                                  |

## Audience
| Edizione | Rete televisiva | Anno      | Stagione          | Orario      | Durata  | Programmazione | Programmazione | Programmazione | Programmazione | Programmazione | Programmazione | Programmazione | Collocazione   | Media auditel  | Media auditel | Premiere       | Premiere | Finale         | Finale |
| Edizione | Rete televisiva | Anno      | Stagione          | Orario      | Durata  | L              | M              | M              | G              | V              | S              | D              | Collocazione   | Telespettatori | Share         | Telespettatori | Share    | Telespettatori | Share  |
| -------- | --------------- | --------- | ----------------- | ----------- | ------- | -------------- | -------------- | -------------- | -------------- | -------------- | -------------- | -------------- | -------------- | -------------- | ------------- | -------------- | -------- | -------------- | ------ |
| 1ª       | Canale 5        | 1990-1991 | autunno-primavera | N.D.        | 120 min |                |                |                |                |                |                |                | Seconda serata | N.D.           | N.D.          | N.D.           | N.D.     | N.D.           | N.D.   |
| 2ª       | Canale 5        | 1991-1992 | estate-primavera  | 13:35-14:00 | 25 min  |                |                |                |                | Day-time       |                |                |                | N.D.           | N.D.          | N.D.           | N.D.     | N.D.           | N.D.   |
| 3ª       | Canale 5        | 1993-1994 | estate-autunno    | 13:35-14:00 | 25 min  |                |                |                |                | Day-time       |                |                |                | N.D.           | N.D.          | N.D.           | N.D.     | N.D.           | N.D.   |
| 4ª       | Rete 4          | 1994-1995 | inverno-primavera | N.D.        | 120 min |                |                |                |                |                | Prima serata   |                |                | N.D.           | N.D.          | N.D.           | N.D.     | N.D.           | N.D.   |
| 5ª       | Rete 4          | 1995-1996 | primavera-inverno | N.D.        | 120 min |                |                |                |                |                | Prima serata   |                |                | N.D.           | N.D.          | N.D.           | N.D.     | N.D.           | N.D.   |
| 6ª       | Rete 4          | 2012      | autunno           | 20:05-20:30 | 25 min  |                |                | Preserale      | 832 000        | 3,40%          | 1 029 000      | 4,45%          | 866 000        | 3,64%          |               |                |          |                |        |
| 7ª       | Rete 4          | 2015      | estate            | 21:25-23:30 | 120 min |                |                |                | Prima serata   | 312 000        | 1,33%          | 631 000        | 3,30%          | 156 000        | 1,08%         |                |          |                |        |
| 7ª       | Rete 4          | 2015      | estate            | 12:00-14:00 | 120 min |                | Mezzogiorno    |                |                | 312 000        | 1,33%          | 631 000        | 3,30%          | 156 000        | 1,08%         |                |          |                |        |
| 8ª       | Canale 5        | 2021      | autunno           | 14:10-15:45 | 95 min  |                |                | Day-time       | 1 834 000      | 13,22%         | 1 962 000      | 15,00%         | 1 742 000      | 12,00%         |               |                |          |                |        |
| 9ª       | Canale 5        | 2022      | inverno-primavera | 14:10-15:45 | 95 min  | 1 414 000      | 10,42%         | Day-time       | 1 945 000      | 13,60%         | 1 159 000      | 9,50%          |                |                |               |                |          |                |        |
| 9ª       | Canale 5        | 2022      | inverno-primavera | 14:30-16:00 | 95 min  | 1 414 000      | 10,42%         | Day-time       | 1 945 000      | 13,60%         | 1 159 000      | 9,50%          |                |                |               |                |          |                |        |
| 9ª       | Canale 5        | 2022      | inverno-primavera | 14:20-15:55 | 95 min  | 1 414 000      | 10,42%         | Day-time       | 1 945 000      | 13,60%         | 1 159 000      | 9,50%          |                |                |               |                |          |                |        |
| 10ª      | Canale 5        | 2023      | estate            | 14:10-15:45 | 95 min  |                |                | Day-time       | 1 663 000      | 16,02%         | 1 741 000      | 16,20%         | 1 544 000      | 15,40%         |               |                |          |                |        |

## Spin-off
- Scene da una festa di Natale, spin-off di Scene da un matrimonio andato in onda in seconda serata su Canale 5 il 23 dicembre 1991 con la conduzione di Davide Mengacci.
- Scene da un compleanno, spin-off di Scene da un matrimonio in onda su Canale 5[80][81] il 26 agosto 2023[79] con la conduzione di Anna Tatangelo[7][82].